# Farnost (správní celek)
Farnost (anglicky parish, španělsky parroquia) je typ územně-správního celku, používaný v několika státech po světě. Na rozdíl od farnosti coby náboženské obce, farnost jako správní celek nevykonává žádné církevní obřady a jedná se o zcela světskou správu území. V minulosti sice bývaly řízené církví, postupem času ztratily církevní charakter a dnes mají postavení podobné jako české okresy nebo kraje. Toto pojmenování se používá například ve Spojeném království (civilní farnosti, civil parishes), Portugalsku (freguesias) nebo Španělsku a ve státech, které bývaly nebo stále jsou v kulturní sféře těchto států.
| Stát (území)              | Stát (území)              | Místní název (č. j.) | Článek                                             | Poznámky                                                                                                 |
| ------------------------- | ------------------------- | -------------------- | -------------------------------------------------- | --- |
| Andorra                   | Andorra                   | Parròquia            | Administrativní dělení Andorry                     | Andorra se skládá ze sedmi farností (katalánsky parròquies)                                              |
| Antigua a Barbuda         | Antigua a Barbuda         | Parish               | Administrativní dělení Antiguy a Barbudy           | Antigua a Barbuda se člení na 6 farních okrsků a 2 depedence                                             |
| Barbados                  | Barbados                  | Parish               | Administrativní dělení Barbadosu                   | Ostrov je územně členěn na 11 farností                                                                   |
| Bermudy                   | Bermudy                   | Parish               | Administrativní členění Bermud                     | Souostroví se člení na 9 farních obcí a 36 volebních okrsků s hlavním městem Hamilton                    |
| Čína                      | Macao                     | Freguesia / 堂區     | Administrativní dělení Macaa                       | Macao je členěno na sedm farností                                                                        |
| Dominika                  | Dominika                  | Parish               | Administrativní dělení Dominiky                    | Dominika je členěna na 10 farností                                                                       |
| Ekvádor                   | Ekvádor                   | Parroquia            | Administrativní dělení Ekvádoru                    | 24 ekvádorských provincií je členěno na kantony, dále členěných na farnosti                              |
| Grenada                   | Grenada                   | Parish               | Administrativní dělení Grenady                     | Grenada se člení na 6 farností                                                                           |
| Jamajka                   | Jamajka                   | Parish               | Administrativní dělení Jamajky                     | Ostrov je členěn na 14 farností                                                                          |
| Lotyšsko                  | Lotyšsko                  | Pagasts              | Administrativní dělení Lotyšska                    | Lotyšsko se na nejnižší úrovni člení na města a farnosti                                                 |
| Portugalsko               | Portugalsko               | Freguesia            | Administrativní dělení Portugalska                 | Nejnižší administrativní celky jsou farnosti, kterých je celkem 3092                                     |
| Spojené království        | Guernsey                  | Parish               | Administrativní dělení Guernsey                    | Člení se na 10 farností                                                                                  |
| Spojené království        | Jersey                    | Parish               | Administrativní dělení Jersey                      | Ostrov se člení na 12 farností                                                                           |
| Spojené království        | Ostrov Man                | Parish               | Administrativní dělení Ostrova Man                 | Místní správa na ostrově je částečně založena na 17 starých farnostech ostrova                           |
| Spojené království        | Montserrat                | Parish               | Administrativní dělení Montserratu                 | Ostrov je členěn na 3 farnosti                                                                           |
| Spojené státy americké    | Louisiana                 | Parish               | Administrativní dělení Louisiany                   | Stát je členěn na 64 farností, obdoba okresů (counties) v ostatních státech                              |
| Svatý Kryštof a Nevis     | Svatý Kryštof a Nevis     | Parish               | Administrativní dělení Svatého Kryštofa a Nevisu   | Federace je rozčleněna do čtrnácti farností, devět na Svatém Kryštofu a pět na Nevisu                    |
| Svatý Vincenc a Grenadiny | Svatý Vincenc a Grenadiny | Parish               | Administrativní dělení Svatého Vincence a Grenadin | Souostroví je členěno na šesti farností, 5 na Svatém Vincenci, jedna je tvořena souostrovím Grenadiny    |
| Španělsko                 | Asturie                   | Parroquia            | Administrativní dělení Asturie                     | 78 obcí (na rozdíl od zbytku Španělska to nejsou municipios, ale consejos) se dále člení na 857 farností |
| Španělsko                 | Galicie                   | Parroquia            | Administrativní dělení Galicie                     | V Galicii je 3781 farností, dále se členící na vesnice, nadřízené jsou naopak obce (concello)            |
| Venezuela                 | Venezuela                 | Parroquia            | Administrativní dělení Venezuely                   | 23 venezuelských států je členěno na 335 obcí, dále členěných na (přes tisíc) farností                   |